# 大和観光自動車
大和観光自動車株式会社（だいわかんこうじどうしゃ）は、埼玉県さいたま市北区に本社を置くバス事業者である。乗合バス事業、貸切バス事業、特定バス事業、旅行業を営む。日本バス協会傘下の埼玉県バス協会会員であり、全国旅行業協会傘下の埼玉県旅行業協会会員である。路線バスの運行エリアは久喜市内（旧菖蒲町域を含む）で、JR・東武鉄道久喜駅西口を拠点とする。

## 概要
1978年に会社設立、乗合バス事業を開始。翌1979年に特定バス事業へ参入する。1987年には。貸切バス事業へ参入した。小規模事業者ではあるが、2000年代の規制緩和により乗合バス事業へ参入してきた貸切バス事業者とは異なり、乗合バスから出発したバス事業者である。また貸切バスでは競争激化により、中小事業者では自社バスガイドの採用を停止し派遣などで賄うケースが増えたが、大和観光自動車では2022年時点でも自社バスガイドの採用を継続している。
2022年1月現在、JR宇都宮線と東武伊勢崎線の乗換駅である久喜駅西口から、2路線5系統の一般路線バスを運行している。

### 本社・営業所
- 本社：埼玉県さいたま市北区本郷町130番地2[4]
- 大宮営業所：埼玉県さいたま市北区吉野町2丁目7番地2[5]

## 沿革
- 1978年（昭和53年）
  - 6月14日 - 一般乗合旅客自動車運送事業免許認可[1]。
  - 6月21日 - 会社設立[1]。乗合バス事業を開始。
- 1979年（昭和54年）4月2日 - 特定旅客自動車運送事業免許認可[1]。特定バス事業へ参入。
- 1987年（昭和62年）11月27日 - 一般貸切旅客自動車運送事業免許認可[1]。貸切バス事業へ参入。
- 2018年（平成30年）4月1日 - 一般路線バスの運賃改定を実施[6]。

## 運賃・乗車券類
- 埼玉県内の多くのバス事業者と同様に、対キロ多区間運賃制を採用する。大人運賃は150円 - 280円、小人（小学生）はその半額。1歳 - 6歳の小児は2人まで無料[6]。
- 都道府県知事が発行する各種障害者手帳（身体障害者手帳、療育手帳、精神障害者保健福祉手帳）、児童福祉法で定める施設が発行する運賃割引証の提示により運賃半額（端数切り上げ）となる[6]。
- 自社専用の定期券・回数券を発売している[7]。
- バス共通カードおよびPASMOには加盟しておらず、交通系ICカードは利用できない。

## 現行路線

### 1系統　久喜菖蒲工業団地線
全ての便が、南4丁目・JA江面支所・庚申前を経由する。
- 1-1　久喜菖蒲工業団地循環・管理センター線
  - 久喜駅西口 - 南4丁目 - JA江面支所 - 庚申前 - 前田工繊産資[注釈 1] - （久喜菖蒲工業団地） - 管理センター
- 1-2　管理センター線（直行便）
  - 久喜駅西口 - 南4丁目 - JA江面支所 - 庚申前 - 管理センター

### 2系統　清久工業団地線
全ての便が、本町6丁目・北陽高校入口・さいたま看護専門学校前前・資生堂前を経由する。
- 2-1　清久工業団地経由管理センター線
  - 久喜駅西口 - 本町6丁目（しまむら久喜店前） - 北陽高校入口 - アリオ鷲宮前 - さいたま看護専門学校前 - 上清久 - 資生堂前 - 清久公園前 - 向野 - 管理センター
- 2-2　清久工業団地経由向野線
  - 久喜駅西口 - 本町6丁目 - 北陽高校入口 - アリオ鷲宮前 - さいたま看護専門学校前 - 上清久 - 資生堂前 - 清久公園前 - 向野[注釈 3]
- 2-3　清久工業団地（資生堂前行き）線
  - 久喜駅西口 - 本町6丁目 - 北陽高校入口 - アリオ鷲宮前 - さいたま看護専門学校前 - 上清久 - 資生堂前
- 2-4　清久工業団地（清久工業団地東行き）線
  - 久喜駅西口 - 本町6丁目 - 北陽高校入口 - アリオ鷲宮前 - さいたま看護専門学校前 - 上清久 - 資生堂前 - 清久工業団地東（ザ・ダイソー 久喜倉庫（埼玉RDC）前）

1-1系統と2-1系統は、ウェルディングアロイズ - 久喜菖蒲公園 - 管理センター間で路線が重複している。

### アリオ鷲宮線
アリオ鷲宮構内へは「アリオ鷲宮イトーヨーカドー」発着系統のみ乗り入れる。
- （久喜駅発） 久喜駅西口 - 本町6丁目 - アリオ鷲宮イトーヨーカドー[10]
- （アリオ鷲宮発） アリオ鷲宮イトーヨーカドー - 北陽高校入口 - 久喜本 - 本町6丁目 - 久喜駅西口[10]

## 特定輸送

### 越谷流通団地線
- 南越谷駅 - 越谷流通団地

グローバル交通より受託会社変更、2018年4月運行開始。

## 車両
2022年1月現在、路線車を9台、貸切車を31台、特定車を10台保有している。
貸切車は、日野自動車製といすゞ自動車製の車両を保有している。車種は以下のとおり。
- 大型車（スーパーハイデッカー）
  - 日野・セレガ（2代目）
- 大型車（ハイデッカー）
  - いすゞ・ガーラ（初代・LV系）
- 中型車（9m車）
  - いすゞ・ガーラ（初代・LV系）
  - いすゞ・ガーラ（2代目・RU系）
- 小型車（7m車）
  - 日野・メルファ7